# ガツン!
『ガツン!』は、2007年10月7日から2008年6月22日までテレビ大阪で毎週日曜 11:30 - 12:54に放送されていた関西ローカルの情報バラエティ番組である。

## 概要
世の中への怒りに対し、言いたい事をガツンとぶつけ、関西を元気にするためにガツンと活を入れていく番組。お笑い芸人のたむらけんじが地上波のテレビ番組では初となるメインMCに挑戦。
この番組ではコンセプトとなる「ガツン! 3ヶ条」が設けられている。その条項は次のとおり。
1. 言いたい事をガツンと言ってしまう!
2. やりたい事をガツンとやってしまう!
3. 関西をガツンと元気にしよう!

番組は隔週生放送で、生放送終了後すぐに翌週放送分の収録が行われていた。
放送初期には企画そのものが短期間で変動していたが、2008年1月から放送された「GA-tuuun!ミシラン」が視聴者の好評を博すと、「GA-tuuun!トークバトル」と「GA-tuuun!ミシラン」を中心とした番組構成に変わった。
その後、春休み特別バージョンの放送を挟んで、2008年4月から内容をリニューアル。元大阪府知事の太田房江を「GA-tuuun!ミシラン」「ガツン!サミット」のレギュラー出演者に起用したが、知事在職中の金銭問題などに対し、大阪府民を中心とした一部の視聴者からの非難を浴びる結果を招いてしまった（詳細は太田房江の項を参照）。
2008年6月22日の放送をもって2005年10月放送開始の『征平・宮根のクチコミぃ!?』から続いてきたテレビ大阪制作のローカルバラエティ番組枠の放送を終了した。
なお番組タイトルは、2008年3月16日放送の春休み特別バージョンまでは『GA-tuuun!（ガツン!）』だったが、2008年4月6日放送分からはカタカナ表記の『ガツン!』になり、番組のリニューアルに合わせてオープニングタイトルも変わった。

## 内容
番組内容は毎週変動していたが、おもに次のようなものがあった。なお、各コーナー開始時にはコーナージャンクションが使われていたが、たむらや照英がタイトルコールを行う場合もあった。

### 番組終了時のコーナー
ガツン!サミット
2008年4月6日放送分から始まったコーナー。「GA-tuuun!トークバトル」がバージョンアップした形で、毎回さまざまなテーマについてトークバトルを繰り広げるコーナー。
ガツンの殿堂
2008年4月6日放送分から始まったコーナー。表彰されなくても、殿堂入りに値するスゴイ技を持った関西の人たちを応援するコーナー。ジャルジャルがノミネートされた人物・団体を取材した上で殿堂入りの判定を行う。殿堂入りが決まった場合は、それを記念して後世に残したい言葉を色紙に書いてもらう。
GA-tuuun!ミシラン
2008年1月6日放送分から始まったコーナー。雑誌で取り上げられるお店やテレビ取材拒否のお店は果たして本当においしいのかを覆面調査員（初回はたむら・照英・ユリサ。2回目以降は$10、ランディーズ・中川貴志、アメリカザリガニ・平井善之、清水けんじも調査に参加している）がアポなしでお店を訪れ、実際にオーダーしたメニューを食した上でミシュラン風に判定。そして本当においしいお店だと認定した場合のみ、店への取材交渉をその場で行なう。そのため、店舗周辺や料理の映像にはモザイクがかけられており、店側の了解を得た段階で、初めて紹介される流れとなっている（ただし、店側の要望で紹介される情報が限定されることもある）。最終的には「大阪版ミシュラン」として、取材したお店をまとめた本を出版することを目標としていた。なお、コーナータイトルは「ミシュラン」ではなく、「ミシラン」の表記となっている。2008年4月6日放送分からは、たむらけんじと$10にシャンプーハット・てつじ、宇都宮まき、太田房江（元大阪府知事）を加えて結成された「チームミシラン」がおいしいお店かどうかを判定。しかし、太田と宇都宮はそれぞれ2回しか登場していない。また「チームミシラン」のメンバー以外にも、てつじの相方・小出水をはじめ、ガツン!サミットのパネラーである今井一や山本健治などが参加したこともあった。またこれまで認定直後に放送されていた認定店の詳細情報は、番組終盤に放送されるようになった。最終回ではMCの三人をはじめ、ガツン!サミットパネラーの今井・山本・太田・牧野エミ、$10、シャンプーハット、メッセンジャーあいはら、清水けんじがスタジオを飛び出し、観光バスで大阪市内を移動しながら、ガツン!ミシランを実施した。
たむけんのわたし会いに行きます
接触するのが難しい著名人に対し、たむらが突撃インタビューを試みるコーナー。実際に接触を試みたのは沢尻エリカ、亀田三兄弟と亀田史郎（その後、2008年2月10日放送分でたむらが亀田道場を訪れ、亀田興毅と対談している）、小沢一郎民主党代表（当時。この時小沢代表との対面は実現しなかったが、たむらと同姓同名の民主党議員・田村謙治と対面している）。2007年12月16日放送分では宮崎県知事・東国原英夫との対談が実現。さらに2008年2月3日放送分では、大阪府知事選挙に当選した橋下徹を直撃した。
熱血!照英先生
2008年4月13日放送分から始まったコーナー。春休み特別バージョンの中で、このタイトルで放送された自転車の乗り方を教えた照英の企画が原型。来てほしい学校を番組で募集し、応募のあった学校を照英が訪れ、熱血指導を行う。
怒りのGA-tuuun!留守電
2007年11月11日放送分から始まったコーナー。視聴者から寄せられた怒りの留守電を聞き、それについてトークを繰り広げるコーナー。当初は隔週放送だったが、のちに不定期放送となった。

### 過去のコーナー
ニュースGA-tuuun!
言いたい事をガツンと言い、気になる出来事をガツンと斬ってしまい、世間の怒りを直接語るニュースコーナー。視聴者公募で集まった「GA-tuuun!パネラー」5名が日頃抱いている世の中への怒りや思いのたけをぶつける。なお生放送の時は、この一週間で起こったニュースの中から3つをピックアップし、それらのニュースに対する意見を視聴者からFAXで募集し、それを元に「GA-tuuun!パネラー」とレギュラー出演者・ゲストがトークバトルを繰り広げる時もある。
GA-tuuun!トークバトル
「ニュースGA-tuuun!」からの派生コーナー。2007年11月25日放送の「ニュースGA-tuuun!」で、「GA-tuuun!パネラー」が現役のタクシードライバーとトークバトルを行ったことがキッカケで、タクシードライバーとのトークバトル第2弾以降は現タイトルのコーナーとして独立。タクシードライバーの他に、医師・看護師、元警察官をスタジオに迎えて、日頃抱いている怒りや不満をぶつけた。2008年に入ってからは、お笑い芸人もパネラーとなって、トークバトルを行なっている。
熱血!チャレンジ
関西全体を元気にするために、元気のない商店街や弱小チームなどを盛り立てるべく、たむら・照英・ユリサが応援し、限界に挑むコーナー。「熱血!チャレンジ」のコーナータイトルではなく、企画名そのものがコーナータイトルとなることが多かった。
[これまでに行われたおもな企画]
- 2007年10月14日に、当時まだ無名だったたむらが、2002年に長野県栄村秋山郷を訪れて制作された『田舎に泊まろう!』のパイロット版を放送。その時宿泊した老夫婦宅をたむらが5年ぶりに訪れた模様も合わせて放送された。
- 三泉商店街 を盛り上げるために照英が自ら釣り上げたクエを鍋にして無料で振る舞うイベント開催を計画。クエ釣りには照英とユリサが挑むが、相次いで失敗。その後たむらが清水けんじと挑戦するも、出航早々船酔いでリタイヤしたたむらに対し、清水が奮闘したが釣れなかった。最終的には同行した漁師が前に釣り上げたクエをたむらが生簀から釣り上げて、三泉商店街に持ち込み、12月2日に大・クエ鍋大会が開催された（その模様は番組で生中継された）。なお、清水けんじはフロントストーリー解散後、これがピンでの初仕事となった。
- セレッソ大阪を盛り立てるべく、スタジアムをサポーターで満員にする企画。難波横山がサポーターを務めた。
- 照英がキャスティングに挑戦。2008年1月に行なわれた東日本キャスティング選手権大会では第7種目・スピニング両手投げ距離競技の部で11位（だが、糸が切れておもりだけを飛ばしたためにファウルとなってしまった最終投では、139mの驚異的な記録をマークしている）。
- 淀川流域に繁殖するウォーターレタスを調査し、たむらとソラシドが再利用法を探る企画。ウォーターレタスをジュースやアイスなどの食用に活用したり、ウォーターレタスから作った紙で行灯などを作ることに成功している。

あなたの昭和見せてください
2007年11月11日放送分から始まったコーナー（初回のみ「熱血!チャレンジ」のコーナーで放送）。若手芸人（初回のみ天津、2回目以降はギャロップ）が昭和グッズのコレクターと商店街を訪れ、店舗にある「昭和な」ものを見せてもらいながら、今の時代に元気を分けてもらおうという内容。同時にダイヤルの中に数字の入った「幻の黒電話」を捜索したが、なかなか見つからず、最終的には現物を所有する視聴者から借り、スタジオで披露。もともとは、映画『ALWAYS 続・三丁目の夕日』の公開時期に合わせた企画であったため、「幻の黒電話」のスタジオ披露を区切りに、コーナーは終了。
この他には「たむらが若手芸人を救済する企画」が放送されたこともある。

### 春休み特別バージョン
2008年3月16日の11:30 - 12:24に放送。たむらけんじ・照英・ユリサが沖縄を訪れ、沖縄の人々から熱血魂をもらうべく、DA PUMP・ISSAの父や、沖縄でキャンプ中だった北海道日本ハムファイターズのダルビッシュ有、中田翔と会い、沖縄美ら海水族館を訪れた。この他に熱血チャレンジ企画として、照英は自転車に乗れない小学生と乗れなくなってしまった女性に自転車の乗り方を教え、ユリサはディズニー映画『魔法にかけられて』のプロモーションで来日中だった作曲家・アラン・メンケンと対談し、一曲共演した。

## 出演者

### MC
- たむらけんじ
- 照英
- ユリサ

### イベント告知
- 藁谷麻美（当時テレビ大阪アナウンサー） - VTRのナレーションも一部担当。

### ガツン!サミットパネラー
- 今井一（ジャーナリスト[8]）
- 山本健治（フリーライター、2008年4月6日 - ）
- 牧野エミ（女優・舞台公演がある時には欠席、2008年4月6日 - ）

### GA-tuuun!ミシラン「チームミシラン」
- $10（浜本広晃・白川悟実、2008年1月13日 - ）
- てつじ（シャンプーハット、2008年4月6日 - ）
- 宇都宮まき（2008年4月20日 - ）
- 太田房江（前大阪府知事、2008年4月6日 - [9]）

### ガツンの殿堂
- ジャルジャル（後藤淳平・福徳秀介、2008年4月6日 - ）

### ナレーション
- 鮎貝健 - 2007年11月25日放送分では、欠席した照英の代役としてスタジオに登場。

## スタッフ
- 構成 : 桑原尚志、今澤圭輔、尻谷よしひろ
- ブレーン : 米原昌弘、中井誠、弘中麻由
- SW : 吉岡英知
- CAM : 山中俊明、佃義久
- 音声 : 越中丈司
- VE : 山本昌弘
- 照明 : 田中基治
- ENG : 置塩勝也、千葉健一
- ロケ音声 : 伊藤公雄、木村佳代
- 編集 : 井上孝志
- MA : 辻賢一
- 音効 : 善治良博
- 美術 : 赤坂知津
- CGタイトル : 浅賀滋
- アートディレクター : 国沢まどか
- スタイリスト : 水口佐智子、清家名美、大西千晴、CIEL、三宅寿恵
- メイク : 武田明美
- TK : 金村真希
- 編成 : 中西秀人
- 番宣 : 福本満美子
- AP : 伊東佐知子
- ディレクター : 坂口芳隆、坂田俊之、西谷公太、三田修司
- 演出 : 大川一馬、加藤啓介
- プロデューサー : 大槻修士
- 制作協力 : テーク・ワン、Devotion、FUNS PRODUCTION、GREEN ART、ワイエスロケーション企画、エルUp、音響企画、WITH YOU、フォトロン
- 製作著作 : テレビ大阪

### 過去のスタッフ
- 演出 : 徳地英孝
- パブリシティ企画 : 世古裕一、瀬川玲子

## 使用楽曲
- オープニングテーマ
  - 『Welcome To The Jungle』 Guns N' Roses（2007年10月7日 - 2008年3月16日）
  - 『Wake Up Boo!』 The Boo Radleys（2008年4月6日 - ）
- エンディングテーマ
  - 『ひま輪り』 ひまり（2008年4月6日 - ）